# 金奉洙
金奉洙（韓語：김봉수，1962年11月30日—），韩国退役男子网球运动员。他曾获得1986年亚洲运动会网球比赛男子双打金牌。他也曾参加1988年夏季奥林匹克运动会。